# Narcissus eugeniae
Narcissus eugeniae là một loài thực vật có hoa trong họ Amaryllidaceae. Loài này được Fern.Casas mô tả khoa học đầu tiên năm 1982.

## Hình ảnh

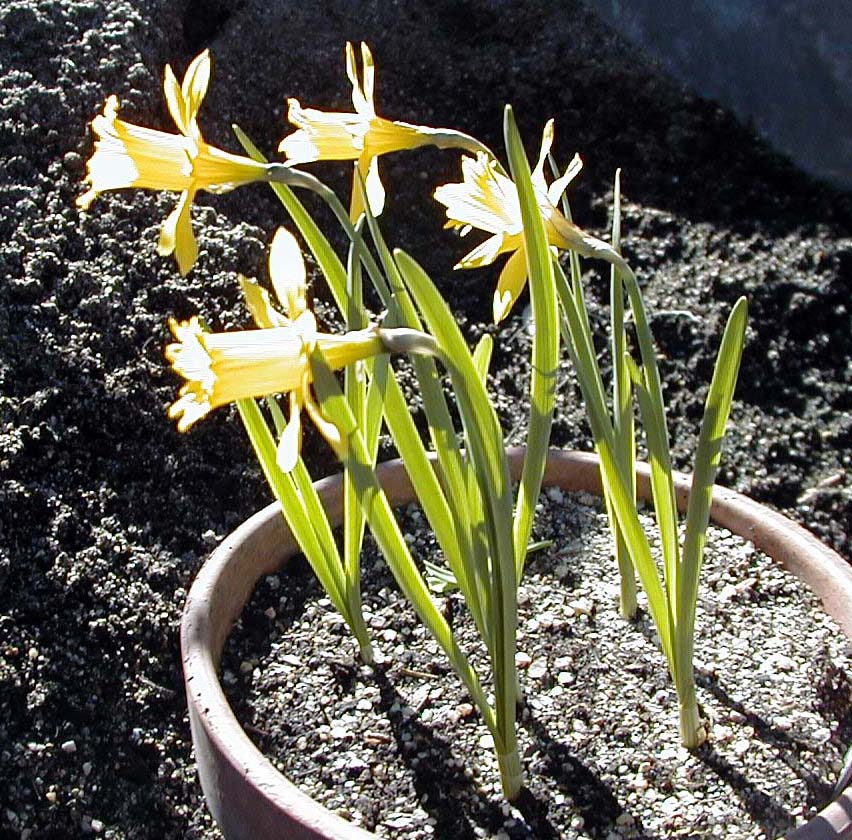